# Сатосова Людмила Іванівна
Людмила Іванівна Сатосова (30 листопада 1926, Самара, РРФСР, СРСР — 22 грудня.2008, Одеса, Україна) — театральна актриса, Народна артистка Української РСР (1965).

## Біографія
Л. І. Сатосова народилася 11 листопада 1926 року в м. Самара, РРФСР.
В 1947 році закінчила відділення акторів музичної комедії Музичної студії при  Куйбишевському театрі опери та балету і до 1951 року була солісткою цього театру.
Протягом 1951—1960 років працювала у Свердловському театрі музичної комедії.
У 1960—1989 роках була солісткою Одеського театру музичної комедії. Вимушена була покинути театр.
У 1989—1994 роках була ведучою актрисою новоствореного муніципального театру «Ришельє» (м. Одеса).
З 1996 року до кінця життя працювала в Одеському російському драматичному театрі.
Померла 22 грудня 2008 року в м. Одеса. Похована на Новоміському (Таїровському) кладовищі.

## Вшанування пам'яті
У 2012 році в Одесі на домі № 20 по вулиці Дерибасівській  була встановлена пам'ятна  дошка на честь видатної актриси.

## Ролі у театрі
Куйбишевський театр опери та балету:
- Маруся — «Вірний друг»;
- Барбара — «Кето і Коте»;
- Арсена — «Циганський барон»;
- Сільва — «Сільва» та інші.

Свердловський театр музичної комедії:
- Віолета — «Фіалка Монмартра»;
- Мірабелла — «Циганський барон»;
- Шура Азарова — «Голубий гусар»;
- Тоська — «Біла акація» та інші.

Одеський театр музичної комедії:
- Лариса — «Біла акація»;
- Любаша — «Севастопольський вальс»;
- Еліза Дулітл — «Моя прекрасна леді»;
- Цецілія — «Королева чардашу»;
- Ханума — «Витівки Хануми»;
- Анна — «Кін» (дует з вистави «Кін» // https://www.youtube.com/watch?time_continue=11&v=jbH_ozNTVV4);
- Жанна Лябурб — «На світанку»;
- Деніза — «Мадемуазель Нітуш»;
- Чаніта — «Поцілунок Чаніти» та інші.

Театр «Рішельє»:
- Вистави «Королева Молдованки», «Тихо! Ша! Ми їдемо до США!», «Кабаре Бені Кріка», «Таланти та полковники».

Одеський російський драматичний театр:
- Графиня де Бревіль — «Діліжанс з Руана»;
- Герцогиня — «Дивний цей мсьє Жак»;
- Катерина Друга — «Амурні баталії часів князя Потьомкіна»;
- Юлія Джулі — «У нашому милому королівстві»;
- Хавронія — «Вій»;
- Світлана Василівна Сверчкова — «Акомпаніатор»;
- Графиня Веронська — «Анна Кареніна»;
- Сессіл Робсон — «Квартет»;
- Морячка — «Закат» та інші.

## Нагороди
- Почесне звання «Заслужена артистка РРФСР» (1953 р.).
- Почесне звання «Народна артистка УРСР» (1965 р.).

## Родина
- Чоловік: Віктор Васильович Егін (1923—2004) — артист оперети, тенор. Учасник Другої світової війни, воював на Курській дузі, під Берліном і Прагою. Був поранений. Закінчив Державний інститут театрального мистецтва у Москві. Був актором Свердловського (1951—1960 рр.) та Одеського театрів музичної комедії. Помер в Одесі.